# Tevékeny megbánás
A tevékeny megbánás a büntetőjogban a büntethetőséget megszüntető okok egyike. Akkor valósul meg, amikor a bűncselekmény elkövetője - mielőtt ezt a cselekményt felfedezték volna - a bűncselekményt a hatóságnak vagy a károsultnak bejelenti, a kárt megtéríti vagy pedig megtesz minden tőle elvárhatót a kár megtérítése érdekében. Tevékeny megbánás esetében a büntetés korlátlanul enyhíthető, különös méltánylást érdemlő esetben akár mellőzhető is.

## Magyarországon

### A hatályos szabályozás
Nem büntethető, aki az élet, testi épség és az egészség elleni, az emberi szabadság elleni, az emberi méltóság és egyes alapvető jogok elleni, a közlekedési, a vagyon elleni, illetve a szellemi tulajdonjog elleni vétség vagy háromévi szabadságvesztésnél nem súlyosabban büntetendő bűntett elkövetését a vádemelésig beismerte, és közvetítői eljárás keretében – vagy azt megelőzően, de a közvetítői eljárás keretében született megállapodásban jóváhagyva – a sértett által elfogadott módon és mértékben a bűncselekménnyel okozott sérelmet jóvátette. E rendelkezés akkor is irányadó, ha a bűnhalmazatban lévő bűncselekmények közül az élet, testi épség és az egészség elleni, az emberi szabadság elleni, az emberi méltóság és egyes alapvető jogok elleni, a közlekedési, a vagyon elleni vagy a szellemi tulajdonjog elleni bűncselekmény a meghatározó.
A büntetés korlátlanul enyhíthető, ha az elkövető az (1) bekezdésben meghatározott bűncselekmények esetében az ötévi szabadságvesztésnél nem súlyosabban büntetendő bűntett elkövetését a vádemelésig beismerte, és közvetítői eljárás keretében – vagy azt megelőzően, de a közvetítői eljárás keretében született megállapodásban jóváhagyva – a sértett által elfogadott módon és mértékben a bűncselekménnyel okozott sérelmet jóvátette. E rendelkezés akkor is irányadó, ha a bűnhalmazatban lévő bűncselekmények közül az élet, testi épség és az egészség elleni, az emberi szabadság elleni, az emberi méltóság és egyes alapvető jogok elleni, a közlekedési, a vagyon elleni vagy a szellemi tulajdonjog elleni bűncselekmény a meghatározó.
Az (1)-(2) bekezdés alkalmazásának nincs helye, ha az elkövető
- - a) többszörös vagy különös visszaeső,
  - b) a bűncselekményt bűnszervezetben követte el,
  - c) bűncselekménye halált okozott,
  - d) a szándékos bűncselekményt a szabadságvesztés felfüggesztésének próbaideje alatt vagy a szándékos bűncselekmény elkövetése miatt végrehajtandó szabadságvesztésre ítélése után, a szabadságvesztés végrehajtásának befejezése előtt, illetve próbára bocsátás vagy vádemelés elhalasztásának tartama alatt követte el, vagy
  - e) korábban szándékos bűncselekménye miatt közvetítői eljárásban vett részt, és ennek eredményeként vele szemben az (1) vagy (2) bekezdést alkalmazták, feltéve, hogy az ügydöntő határozat jogerőre emelkedésétől az újabb szándékos bűncselekmény elkövetéséig két év még nem telt el.[3]